# 生田乃木次
生田乃木次（いくた のぎじ，1905年2月3日—2002年2月22日），大日本帝國海軍軍官，战斗机飛行員。

## 生平
生田乃木次的名字含義是「追隨乃木希典」。1924年，生田乃木次畢業於海軍兵學校。
1931年，生田乃木次擔任加贺号航空母舰戰鬥機隊分隊長。1932年1月，一·二八事變爆發，加贺号航空母舰以及戰鬥機隊前往上海。2月22日，生田乃木次駕駛的三式艦上戰鬥機在苏州上空擊落了來自美國的義勇兵罗伯特·麦考利·肖特駕駛的F4B戰機，肖特當場身亡。。日本媒體報道了生田乃木次的戰績，生田乃木次因而被日本國內視為英雄，他甚至收到了森光子寄來的信件。1932年12月，生田乃木次從日本海軍退役。第二次世界大戰結束後，生田乃木次開辦了一家鮮魚店，又在千葉縣船橋市開設了一所保育所。
2002年2月22日，生田乃木次因心臟衰竭去世。